# 기원전 36세기
기원전 36세기는 기원전 3600년부터 기원전 3501년까지를 말한다.

## 사건
- 수메르 문명의 우루크 시대.
- 몰타의 거석인 즈간티야 건설.
- 몰타의 므난즈드라 건설.
- 오늘날의 콜롬비아 카케타 주에서 루페스트리아 예술 시작.
- 이집트 히에라콘폴리스에서 미라가 제작된 증거 존재.[1]
- 인더스강 서안 암리에 요새도시가 세워짐.

## 문화
- 바덴 문화 (오늘날의 모라바, 헝가리, 슬로바키아, 오스트리아)
- 누두형 비커 문화 (중앙유럽 북부 및 스칸디나비아 남부)
- 보이안 문화 (다뉴브강 하류)
- 샤스센 문화 (오늘날의 프랑스)
- 프퓐 문화 (오늘날의 스위스)
- 쿠쿠테니-트리필리아 문화 (오늘날의 루마니아, 몰도바, 우크라이나)
- 바텐부르크 문화 (오늘날의 독일)

## 발명, 발견, 과학사
- 주석이 처음으로 사용됨. 이 시기의 청동 유물이 태국,[2] 이집트에서 발견되었다.[3]
- 팝콘의 발명. 1948년과 1950년에 설립된 칼즈배드 동굴 국립공원 발굴 당시 기원전 3600년경의 팝콘 이삭이 발견됨.[4]

## 년대와 년도
| 기원전 3600년대 | 전3609 | 전3608 | 전3607 | 전3606 | 전3605 | 전3604 | 전3603 | 전3602 | 전3601 | 전3600 |
| 기원전 3590년대 | 전3599 | 전3598 | 전3597 | 전3596 | 전3595 | 전3594 | 전3593 | 전3592 | 전3591 | 전3590 |
| 기원전 3580년대 | 전3589 | 전3588 | 전3587 | 전3586 | 전3585 | 전3584 | 전3583 | 전3582 | 전3581 | 전3580 |
| 기원전 3570년대 | 전3579 | 전3578 | 전3577 | 전3576 | 전3575 | 전3574 | 전3573 | 전3572 | 전3571 | 전3570 |
| 기원전 3560년대 | 전3569 | 전3568 | 전3567 | 전3566 | 전3565 | 전3564 | 전3563 | 전3562 | 전3561 | 전3560 |
| 기원전 3550년대 | 전3559 | 전3558 | 전3557 | 전3556 | 전3555 | 전3554 | 전3553 | 전3552 | 전3551 | 전3550 |
| 기원전 3540년대 | 전3549 | 전3548 | 전3547 | 전3546 | 전3545 | 전3544 | 전3543 | 전3542 | 전3541 | 전3540 |
| 기원전 3530년대 | 전3539 | 전3538 | 전3537 | 전3536 | 전3535 | 전3534 | 전3533 | 전3532 | 전3531 | 전3530 |
| 기원전 3520년대 | 전3529 | 전3528 | 전3527 | 전3526 | 전3525 | 전3524 | 전3523 | 전3522 | 전3521 | 전3520 |
| 기원전 3510년대 | 전3519 | 전3518 | 전3517 | 전3516 | 전3515 | 전3514 | 전3513 | 전3512 | 전3511 | 전3510 |
| 기원전 3500년대 | 전3509 | 전3508 | 전3507 | 전3506 | 전3505 | 전3504 | 전3503 | 전3502 | 전3501 | 전3500 |
| 기원전 3490년대 | 전3499 | 전3498 | 전3497 | 전3496 | 전3495 | 전3494 | 전3493 | 전3492 | 전3491 | 전3490 |